# ISO 3166-2:GT
ISO 3166-2:GT è uno standard ISO che definisce i codici geografici del Guatemala ed è un sottogruppo del codice ISO 3166-2.
Tali codici sono stati assegnati ai 22 dipartimenti del paese e sono formati dalla sigla GT-, seguita da un codice numerico a due cifre.

## Lista dei codici
| Codice | Dipartimento   |
| ------ | -------------- |
| GT-16  | Alta Verapaz   |
| GT-15  | Baja Verapaz   |
| GT-04  | Chimaltenango  |
| GT-20  | Chiquimula     |
| GT-17  | Petén          |
| GT-02  | El Progreso    |
| GT-05  | Escuintla      |
| GT-01  | Guatemala      |
| GT-13  | Huehuetenango  |
| GT-18  | Izabal         |
| GT-21  | Jalapa         |
| GT-22  | Jutiapa        |
| GT-09  | Quetzaltenango |
| GT-14  | Quiché         |
| GT-11  | Retalhuleu     |
| GT-03  | Sacatepéquez   |
| GT-12  | San Marcos     |
| GT-06  | Santa Rosa     |
| GT-07  | Sololá         |
| GT-10  | Suchitepéquez  |
| GT-08  | Totonicapán    |
| GT-19  | Zacapa         |